# Volker Beck
Volker Beck (Bad Cannstatt, 12 de dezembro de 1960) é um político alemão, membro do Bundestag (Parlamento), deputado do Partido Verde.
O deputado verde alemão foi agredido por supostos neonazistas em Moscou durante manifestação gay em maio 2006.
Ele é um dos responsáveis pelas alterações na Constituição do pais no que se refere à legalização do casamento entre parceiros do mesmo sexo, com todos os direitos que os heterossexuais têm. Volker Beck possui aquilo que falta a outros políticos homossexuais: coragem de abrir a boca em qualquer ocasião, quando se trata de lutar pela igualdade. E por essa razão, não é de se admirar que outros políticos não simpatizam com ele, pois Volker mostra que não há motivos para se fazer de submisso por ser gay. Ele é o pioneiro em fazer carreira política pelo fato de ser homossexual.